# Rogóż (gromada w powiecie nidzickim)
Rogóż (do 29 IX 1971 Dziurdziewo) – dawna gromada, czyli najmniejsza jednostka podziału terytorialnego Polskiej Rzeczypospolitej Ludowej w latach 1954–1972.
Gromady, z gromadzkimi radami narodowymi (GRN) jako organami władzy najniższego stopnia na wsi, funkcjonowały od reformy reorganizującej administrację wiejską przeprowadzonej jesienią 1954 do momentu ich zniesienia z dniem 1 stycznia 1973, tym samym wypierając organizację gminną w latach 1954–1972.
Gromadę Rogóż z siedzibą GRN w Rogóżu utworzono 30 września 1971 w powiecie nidzickim w woj. olsztyńskim w związku z przeniesieniem siedziby GRN gromady Dziurdziewo z Dziurdziewa do Rogóża i zmianą nazwy jednostki na gromada Rogóż.
Gromada przetrwała do końca 1972 roku, czyli do kolejnej reformy gminnej.